# بستة بيغ لو (أوتش هاتشا)
بستة بیغ لو (بالفارسية: پسته‌بیگ‌لو) هي منطقة سكنية تقع في إيران في قسم أوتش هاتشا الریفي. يقدر عدد سكانها بـ 208 نسمة .